# Railroad Tycoon II
Railroad Tycoon II är ett datorspel i Railroad Tycoon-serien utvecklat av PopTop Software och utgivet av Take Two Interactive år 1998. Spelet är en uppföljare till Sid Meier's Railroad Tycoon och Sid Meier's Railroad Tycoon Deluxe.
Liksom föregångarna är det ett strategispel som handlar om att styra järnvägsbolag i ett antal scenarier i olika delar av världen. 
Spelet är utvecklat för Microsoft Windows, men är även porterat till Linux och Sega Dreamcast.

## Senare versioner
Under åren som följde utgavs flera mindre uppdateringar:
- The Second Century (1999) Några nya programfunktioner som inte hade kommit med i den ursprungliga utgåvan och ett antal nya scenarier. Som namnet antyder är de nya scenarierna fokuserade på 1900-talet.
- Gold (1999) Tolv nya scenarier.
- Platinum (2002) Samlingsutgåva med samtliga tidigare utgivna scenarier och ett femtiotal scenarier skapade av användare.